# Marcel Artelesa
Marcel Artelesa (ur. 2 lipca 1938 w Pont-Sainte-Marie, zm. 23 września 2016 w Troyes) – francuski piłkarz występujący na pozycji obrońcy.
W 1963 z zespołem AS Monaco zdobył mistrzostwo Francji. W latach 1963–1966 rozegrał 21 meczów i strzelił 1 gola w reprezentacji Francji. Wystąpił na mistrzostwach świata 1966. Został piłkarzem roku 1964 we Francji.